# Enzo Lefort
Enzo Lefort (n. 29 septembrie 1991, Cayenne, Guyana Franceză, Franța) este un scrimer olimpic francez specializat pe floretă, laureat cu bronz individual și cu aur pe echipe la Campionatul Mondial de Scrimă din 2014. Este și dublu campion european pe echipe (în 2014 și în 2015).
A participat la Jocurile Olimpice de vară din 2012 de la Londra. La proba individuală, a fost învins în turul întâi de conaționalul său Erwann Le Péchoux. La proba pe echipe, Franța a pierdut cu Statele Unite în sferturile de finală și s-a clasat pe locul 8 după meciurile de clasament.

## Legături externe
- Materiale media legate de Enzo Lefort la Wikimedia Commons
- en Enzo Lefort la Olympedia.org
- Prezentare Arhivat în 8 august 2014, la Wayback Machine. la Confederația Europeană de Scrimă